# Babcockiella carinata
Babcockiella carinata är en stekelart som beskrevs av John M. Heraty 2002. Babcockiella carinata ingår i släktet Babcockiella och familjen Eucharitidae.
Artens utbredningsområde är:
- Etiopien.
- Kenya.

Inga underarter finns listade.